# Sory Kaba
Sory Kaba (Conakry, 10 april 1995) is een Guinees voetballer die in het seizoen 2021/22 door FC Midtjylland wordt uitgeleend aan OH Leuven.

## Clubcarrière

### Alcobendas CF
Kaba werd geboren in Guinee, maar verhuisde al op jonge leeftijd naar Spanje. Daar sloot hij zich aan bij de jeugdopleiding van Alcobendas CF. Hij stroomde er door naar het eerste elftal en promoveerde in 2014 met de club naar de Tercera División.
In februari 2015 nam hij met KRC Genk als testspeler deel aan de Viareggio Cup. In de groepsfase scoorde hij zowel tegen het Indonesische Pro Duta FC als tegen Parma FC. Kaba stond tijdens dit toernooi op het veld met onder andere Gaëtan Coucke, Bryan Heynen, Dries Wouters, Alessandro Ciranni, Lucas Walbrecq, Luca Polizzi, Florian Loshaj en Holly Tshimanga.

### Elche CF
In januari 2016 maakte Kaba de overstap naar Elche CF, waar hij eerst aansloot bij het tweede elftal in de Tercera División. Op 13 mei 2017 maakte hij zijn officiële debuut in het eerste elftal van de club: in de competitiewedstrijd tegen CD Mirandés (0-1-verlies) liet trainer Alberto Toril hem in de 63e minuut invallen voor Álex Fernández. Twee weken later scoorde hij zijn eerste doelpunt voor Elche: op de 40e competitiespeeldag viel hij tegen CF Reus Deportiu in de 76e minuut in voor Rober Correa bij een 0-1-achterstand en was hij amper een minuut later goed voor de gelijkmaker. Elche deed zo geen slechte zaak in de degradatiestrijd, maar verloor uiteindelijk nog zijn laatste twee wedstrijden en zakte naar de Segunda División B.
In zijn eerste volledige seizoen bij het eerste elftal van Elche was hij goed voor elf competitiedoelpunten. Hiermee hielp hij Elche aan een derde plaats in groep 3 van de Segunda División B. Ook in de promotie-playoffs was hij zowel in de kwartfinale tegen Real Murcia als in de halve finale tegen Sporting Gijón B was hij goed voor een doelpunt. In de finale haalde Elche het, weliswaar zonder Kaba, van Villarreal CF B, waardoor het na amper een jaar weer mocht terugkeren naar de Segunda División. Kaba sloot het seizoen af met vijftien doelpunten, want in de Copa del Rey had Kaba ook al gescoord tegen CF Badalona en SCD Durango.
In het seizoen 2018/19 stond zijn teller na vijftien competitiewedstrijden al op acht goals. Het leverde hem eind januari 2019 een transfer op naar de Franse eersteklasser Dijon FCO, die vier miljoen euro voor hem neertelde.

### Dijon FCO
Met een transfersom van vier miljoen euro werd Kaba de duurste aankoop uit de clubgeschiedenis. De Guineeër slaagde er in zijn eerste (halve) seizoen bij Dijon echter niet in om te scoren. De club verkocht hem daarom in de zomer van 2019 al voor een klein verlies aan FC Midtjylland.

### FC Midtjylland
In Denemarken vond Kaba weer de weg naar doel. In zijn eerste seizoen was hij goed voor acht doelpunten: naast vijf goals in de reguliere competitie en twee in de play-offs scoorde hij ook tegen Rangers FC in de Europa League-voorrondes. Op 9 juli 2020 werd Kaba met zijn club landskampioen: na een 3-1-zege tegen uittredend kampioen FC Kopenhagen, waarin Kaba vanop de strafschopstip de 0-1 van Mohamed Daramy uitwiste, was de kloof met Kopenhagen groot genoeg geworden.
In het seizoen 2020/21 greep Midtjylland op een haar naast de titel. Kaba scoorde in zijn tweede seizoen daarentegen meer dan in het kampioenenseizoen, namelijk veertien keer (in alle competities). Met elf doelpunten eindigde hij dat seizoen gedeeld vierde in de topschuttersstand, op acht doelpunten van topschutter Mikael Uhre van kampioen Brøndby IF. In de Champions League-groepsfase, waar hij tegen Atalanta Bergamo, Liverpool FC en AFC Ajax telkens tweemaal aan de aftrap kwam en minstens een uur speeltijd kreeg, slaagde hij er echter niet in om te scoren.

### OH Leuven
Op 31 augustus 2021 ondertekende Kaba een huurovereenkomst van één seizoen bij de Belgische eersteklasser Oud-Heverlee Leuven, die ook een aankoopoptie bedong. De Leuvenaars hadden een week eerder een bod van drie miljoen euro uitgebracht op de Guineeër, maar dat bleek niet voldoende. Anderhalf jaar eerder had er met Club Brugge al een andere Belgische club interesse getoond in hem.
1 Leysen ·
3 Shlomo ·
5 Ngawa ·
6 Dom ·
7 Thorsteinsson ·
8 Schrijvers ·
9 Brunes ·
10 Holzhauser ·
11 Banzuzi ·
13 Kiyine ·
14 Ricca ·
15 N'Dri ·
16 Prévot ·
17 Mueanta ·
18 Miguel ·
20 Mendyl ·
21 Opoku ·
22 Calut ·
23 Schingtienne ·
28 Pletinckx ·
33 Maertens  ·
37 Taildeman ·
38 Ravet ·
43 Nsingi ·
52 Sagrado ·
77 Vlietinck ·
88 Maziz ·
Coach: García